# Marc-André Kruska
Marc-André Kruska (Castrop-Rauxel, 29 juni 1987) is een Duits profvoetballer die sinds de zomer 2018 bij F91 Dudelange onder contract staat. Voordien speelde hij onder meer voor Borussia Dortmund en Club Brugge.
Kruska speelde sinds 2006 reeds zestien wedstrijden voor Duitsland -21, waarin hij twee keer tot scoren kwam.

## Carrière
In 1999 ruilde Marc Kruska VfR Rauxel voor de jeugd van Borussia Dortmund. Daar doorliep hij alle jeugdreeksen vooraleer hij op amper zeventienjarig leeftijd zijn debuut maakte in de Bundesliga. In de uitwedstrijd tegen Kaiserslautern (seizoen 2004/2005), die Dortmund met 1-0 verloor, kwam hij kort voor de rust Patrick Kohlmann vervangen. Op de laatste speeldag van dat seizoen scoorde hij bovendien zijn eerste officiële doelpunt (2-1 tegen Hansa Rostock). Dankzij dit doelpunt is hij de vierde jongste doelpuntenmaker ooit in de Bundesliga. In 2005 kreeg hij in de categorie -18-jarigen ook de Fritz-Walter-Medaille waardoor hij tot belofte van het jaar werd bekroond.
In de volgende jaren zette Kruska zich door als verdedigende middenvelder en werd hij geleidelijk een vaste waarde. In zijn eerste seizoen als profspeler speelde hij achttien wedstrijden, voornamelijk als back-up voor Sebastian Kehl. Het jaar daarna speelde hij 24 wedstrijden en in het seizoen 2006/2007 speelde hij er zelfs 31. Het daaropvolgende seizoen stond Kruska ook regelmatig in de basis. Hij behoorde ook tot de selectie van Dortmund in de bekerfinale tegen Bayern München (1-2 verlies) op 19 april 2008 in Berlijn, maar kreeg toen geen speelminuten.
In het seizoen 2008/2009 kwam hij slechts af en toe in het team van Dortmund en daarom maakte hij de overstap in de winterstop naar de Belgische topclub Club Brugge, waar hij een contract tekende tot 2011. De transfersom zou ongeveer € 750.000 bedragen.
Bij Club Brugge kon hij nooit indruk maken en na amper een half jaar, waarin hij vijftien matchen voor Club Brugge speelde, besloot hij om de overstap te maken naar de Duitse Tweedeklasser Energie Cottbus. Na vier en een half seizoen bij Cottbus trok hij naar reeksgenoot FSV Frankfurt.